# 多和文庫
多和文庫（たわぶんこ）は、香川県さぬき市の多和神社にある文庫。別名を「香木舎文庫（かきのやぶんこ）。

## 概要
幕末から明治にかけて同神社の祀官を務め、国学者としても知られていた松岡調が生涯をかけて集めた歴史・国学・神道関係の文献・事物などを1885年に社内の自邸敷地内に建てた蔵「香木舎」を収めたのが由来。1891年に松岡自身が撰文した石碑が文庫の前に建立された。
重要文化財である『弘福寺領讃岐国山田郡田図』をはじめ『大和物語』古写本など、典籍2000冊をはじめ、木像・銅鐸など各種の資料が所蔵されている。また、松岡自身の日記である『年々日記』や未完の著作『新撰讃岐国風土記』なども香川県の歴史を知る上で貴重なものである。

## 収蔵文化財

### 重要文化財（国指定）
- 東大寺写経文書 2通（古文書） - 奈良時代の作。1952年（昭和27年）7月19日指定[1]。
- 弘福寺領讃岐国山田郡田図 1巻（古文書） - 平安時代の作。1991年（平成3年）6月21日指定[2]。

### 奈良県指定文化財
- 有形文化財
  - 紙本墨書後小松天皇宸翰御消息1通・紙本墨書後小松天皇宸翰女房奉書1通（書跡） - 1955年（昭和30年）4月2日指定[3]。

### その他
- 袈裟欅文銅鐸 - 重要美術品[4]。